# Corporación Mondragon

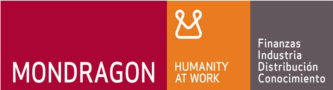
Mondragon Corporation, logotyp

Corporación Mondragon är ett nätverk av fristående personalkooperativ med bas i staden Mondragón/Arrasate i Baskien i norra Spanien. Det består av 96 kooperativ med cirka 80 000 anställda medlemmar. Man bedriver verksamhet inom fyra områden: tillverkning, distribution, finans och kunskapsproduktion. Mondragon är den största företagsgruppen i Baskien, en av de större i Spanien och man är aktiv i många länder runt om i världen. Man prioriterar delaktighet och socialt ansvarstagande. Mondragon är ett exempel på att kooperativa företag kan vara konkurrenskraftiga på en kapitalistisk marknad samtidigt som de är mycket jämlika och demokratiska. Undersökningar har visat att arbetstillfredsställelsen i kooperativen generellt är större än i traditionella företag.

## Historik
Det första Mondragón-kooperativet, Ulgor (senare kallat Fagor Electrodomésticos), startades 1956 av fem tidigare studenter vid Mondragóns tekniska yrkeshögskola. De var influerade av den katolske prästen José María Arizmendiarrietas (1915-1976, ofta kallad Arizmendi) undervisning om katolsk sociallära och hans idéer om deltagande, solidaritet och mänsklig värdighet. Arizmendi hade varit drivande för att den tekniska skolan i Mondragón skulle startas 1943, ett försök att råda bot på den höga arbetslösheten i regionen. Baskien var då det fattigaste området i Spanien.  Arizmendis tänkande skulle även framgent ha stor betydelse kooperativen.
Fagor bildades som ett löntagarkooperativ. 1959 utarbetade de fem grundarna tillsammans med Arizmendi den företagsstruktur och -kultur som sedan kom gälla för såväl Fagor som för de många andra kooperativa företag som skulle komma att ingå i Mondragón-gruppen. Företagen skulle vara till gagn för samhället och präglas av samma kärnvärden: respekt, jämlikhet och mänsklig värdighet.
Fagors tillverkning bestod till en början av lampor och andra elektronikvaror. Tack vare höga tullmurar kunde företaget växa snabbt och starta nya fabriker för elektronik och vitvaror i Spanien. Andra fristående kooperativ för tillverkning och försäljning, baserade på samma principer som Fagor, skapades. Tillsammans bildade kooperativen ett nätverk, Mondragón-gruppen. 
Kooperativen utvecklade tidigt flera gemensamma stödfunktioner:
- 1959 skapades banken/finansinstitutet Caja Laboral (sedan 2012 Laboral Kutxa). Banken har kommit att spela en central roll inom gruppen genom att åstadkomma ekonomisk stabilitet och möjliggöra investeringar.
- Den spanska regeringen ansåg att medlemmarna i kooperativen inte var löntagare utan ägare och tog därför ifrån dem de sociala förmåner som löntagare åtnjöt. Kooperativen bildade istället 1959 stiftelsen Servicio de Provisión Social för sjukförsäkring, pensionsförsäkring och arbetslöshetskassa. Stiftelsen ombildades 1967 till det oberoende kooperativet Lagun Aro.
- Den tekniska skolan utvecklades för att fylla nya behov.

Spaniens inträde i den gemensamma europeiska marknaden 1986 medförde både ökad konkurrens på hemmaplan och möjligheter att expandera internationellt. Vissa Mondragón-kooperativ har skapat dotterbolag utomlands i aktiebolagsform eller köpt in sig i befintliga företag. Detta har lett till kritik. Kritikerna menar att det strider mot den kooperativa tanken om en röst per medlem och att arbetet ska vara överordnat kapitalet.
Den globala ekonomiska krisen 2008 drabbade också Spanien och många företag tvingades att upphöra. Även Mondragón-kooperativen drabbades men klarade sig ändå bättre än andra företag. Ett undantag var Fagor, det första och största kooperativet. Trots att medlemmarna sänkte sina löner med 20 %, trots stöd från Mondragón-gruppen och den baskiska regionen gick Fagor i konkurs 2013. Bankrutten anses inte ha berott på den kooperativa strukturen utan på en alltför riskabel tillväxt.

## Struktur och gemensamma regler för kooperativen
De olika kooperativen har samma inre struktur:
- Generalförsamlingen är högsta instans. Den består av samtliga medlemmar i kooperativet. Varje medlem har en röst. Församlingen sammanträder minst en gång varje år. Generalförsamlingen godkänner strategiska planer, utser styrelse, revisorer och socialt utskott. Varje medlem har en röst i Generalförsamlingen.
- Styrelsen består av tolv medlemmar som väljs för fyraårsperioder. Styrelsen tar fram verksamhetsplaner för generalförsamlingen att ta ställning till. Styrelsen utser kooperativets ledning och kontrollerar att ledningen följer generalförsamlingens direktiv.
- Revisorerna granskar alla räkenskaper och begär in annan information som medlemmarna kräver.
- Ledningen fattar detaljbeslut. Generalförsamlingen, styrelsen och revisorerna granskar ledningen.
- Det sociala utskottet företräder medlemmarna gentemot de andra organen inom kooperativet, ger råd till generalförsamlingen, fungerar som en sorts fackförening och som kommunikationskanal mellan medlemmar och ledning. Man tar upp frågor om arbetsvillkor, löner och socialförsäkring. Varje representant i sociala utskottet organiserar möten för medlemmarna där dessa frågor kan diskuteras mer djupgående.

Den som vill bli medlem i ett kooperativ måste erlägga en insats som år 2014 låg på motsvarande 16 000 USD. Caja Laboral erbjuder dock förmånliga lån för detta ändamål.
Högst 20 % av arbetsstyrkan får vara icke-medlemmar.
Löneskillnaderna inom ett kooperativ är mindre än inom traditionella företag.

## Nätverk och samarbete
Mondragón Corporación Cooperativa bildades 1985 som en paraplyorganisation för de självständiga personalkooperativen. Dess styrelse och ledning utses av kooperativen. Mindre grupper av kooperativ kan också samarbeta i projekt eller mer permanent. Om ett kooperativ tvingas göra neddragningar kan övertalig personal erbjudas tillfällig eller permanent anställning/medlemskap i ett annat kooperativ.
Kooperativen och nätverket satsar mycket på vidareutbildning för att personalen ska vidmakthålla och utveckla sin kompetens (redan Arizmendi betonade vikten av utbildning). Man har trainee-program för dem som vill söka sig till ledande befattningar.
Förslag till förändringar inom berör flera kooperativ kan framläggas på alla nivåer, från ledningen för Mondragon Corporación ner till den enskilde medlemmen, men beslut fattas på kooperativnivå efter diskussion bland medlemmarna. Beslutsprocessen kan därför vara mer omständlig än i traditionella företag, men man anser att detta uppvägs av att implementeringen går snabbare eftersom besluten blivit väl förankrade. 
Enskilda kooperativ kan ha egna avdelningar för forskning och utveckling men inom nätverket finns också särskilda teknologiska forskningscentra och enheter för att bistå vid patentansökningar.

## Universitet

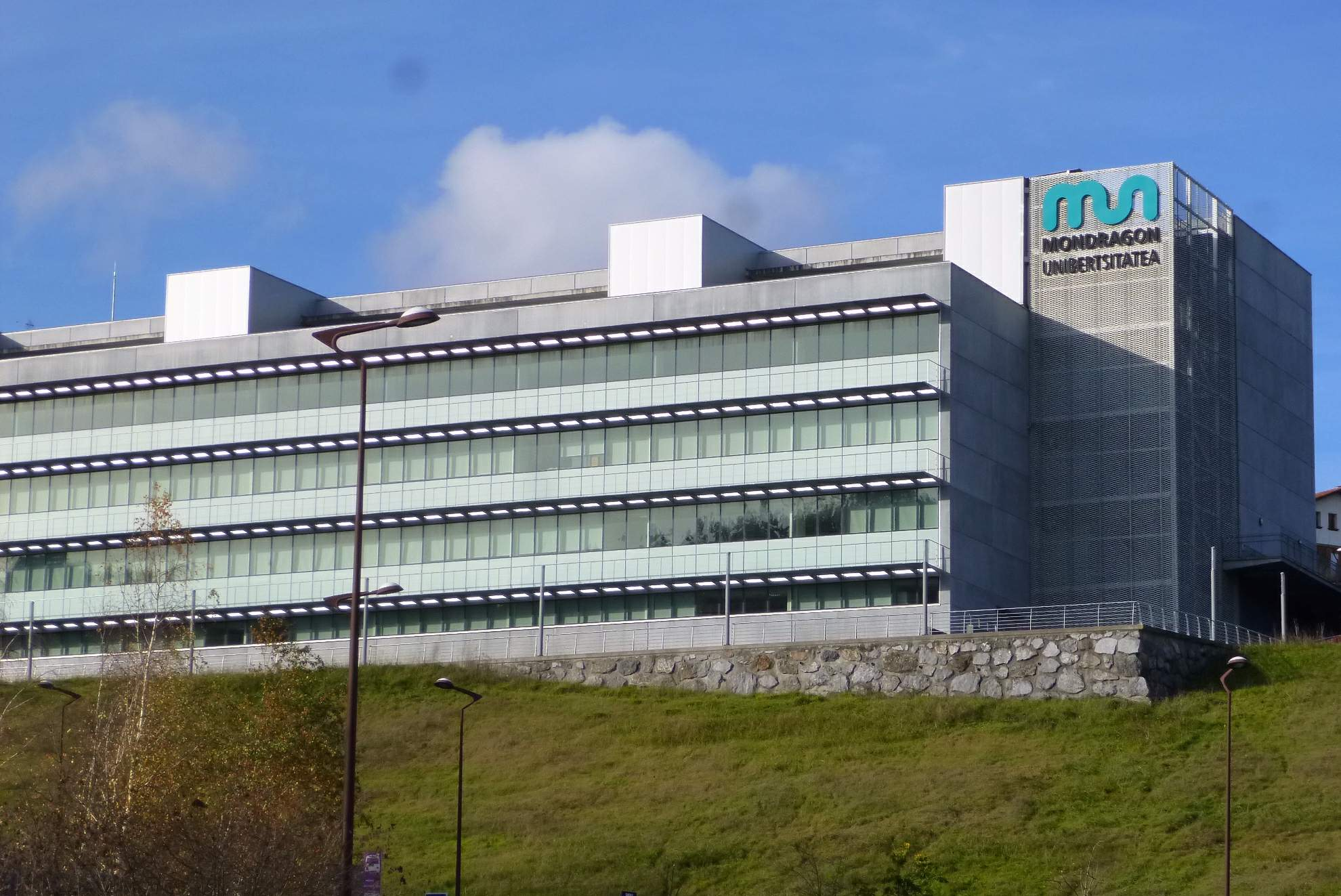
Mondragon Unibertsitatea

Mondragon Unibertsitatea är ett kooperativt, icke-vinstdrivande universitet startat 1997 genom sammanslagning av tre utbildningskooperativ inom Mondragon-sfären, bland andra den tekniska skola som José María Arizmendi startat 1943. Man erbjuder utbildning inom teknik, ekonomi, humaniora och utbildning samt inom gastronomi. 2022 har man drygt 5 800 studenter.